# Hrvatska zora
Hrvatska zora je bila hrvatski emigrantski list.
Izlazila je u Münchenu od 1953.

## Vanjske poveznice i izvori
- Bibliografija Hrvatske revije  Arhivirana inačica izvorne stranice od 20. lipnja 2006. (Wayback Machine) Franjo Hijacint Eterović: Trideset godina hrvatskog iseljeničkog tiska 1945-1975.
- Hrvatska revija[neaktivna poveznica] Roko Kaleb: "Hrvatske dileme", Hrvatska zora, uvodnici 1953-1982